# Toppenstedt
Toppenstedt település Németországban, azon belül Alsó-Szászország tartományban. Lakosainak száma 2218 fő (2023. december 31.). Toppenstedt Hanstedt és Brackel községekkel határos.

## Népesség
A település népességének változása:
| Lakosok száma | 2185 | 2191 | 2129 | 2181 | 2230 | 2218 |
|               | 2016 | 2017 | 2019 | 2021 | 2022 | 2023 |